# Cynometra ramiflora
Cynometra ramiflora är en ärtväxtart som beskrevs av Carl von Linné. Cynometra ramiflora ingår i släktet Cynometra, och familjen ärtväxter.

## Underarter
Arten delas in i följande underarter:
- C. r. bifoliolata
- C. r. ramiflora